# ISO 3166-2:AI
ISO 3166-2:AI este o secțiune a ISO 3166-2, parte a standardului ISO 3166, publicat de Organizația Internațională de Standardizare (ISO), care definește codurile pentru subdiviziunile statului Anguilla (a cărui cod ISO 3166-1 alpha-2 este AI).
În prezent niciun cod nu este alocat unei subdiviziuni. 